# تيرانوفا سابو مينوليو
هي مدينة تقع في مقاطعة ريدجو كالابريا في إيطاليا . وتقع حوالي 80 كم جنوب غرب كاتانزارو ، وحوالي 35 كم شمال شرق ريدجو كالابريا. بتاريخ 31 ديسمبر 2004، كان عدد سكانها من 556 ومساحتها 9.0 كيلومتر مربع

## السكان
في سنة 1861 بلغ عدد السكان 964 نسمة، وتطور العدد ليصل في سنة 2011 لـ 549 نسمة.
يظهر هذا المخطط البياني تطور النمو السكاني لـ تيرانوفا سابو مينوليو